# Pteris venusta
Pteris venusta är en kantbräkenväxtart som beskrevs av Kze. Pteris venusta ingår i släktet Pteris och familjen Pteridaceae. Inga underarter finns listade.